# كلاوس بول (ممثل مسرحي)
كلاوس بول (بالألمانية: Klaus Pohl)‏ (و. 1883 – 1958 م) هو ممثل مسرحي، وممثل أفلام نمساوي، ولد في فيينا، توفي عن عمر يناهز 75 عاماً.

## وصلات خارجية
- كلاوس بول على موقع IMDb (الإنجليزية)
- كلاوس بول على موقع ألو سيني (الفرنسية)
- كلاوس بول على موقع قاعدة بيانات الأفلام السويدية (السويدية)
- كلاوس بول على موقع قاعدة بيانات الفيلم (الإنجليزية)
- كلاوس بول على موقع كينوبويسك (الروسية)